# Кандела
Кандела (енгл. candela, лат. за свећу; симбол: cd) је једна од седам СИ основних јединица. Она је јачина светлости, у одређеном правцу, извора који емитује монохроматско зрачење фреквенције 540 × 1012  и чија је јачина зрачења у том правцу 1/683  по стерадијану. Интензитет светлости је аналоган интензитету зрачења, али уместо да се једноставно збрајају доприноси сваке таласне дужине светлости у спектру извора, допринос сваке таласне дужине пондерисан је стандардном функцијом осветљености (моделом осетљивости људског ока на различите таласне дужине). Уобичајена воштана свећа емитује светлост интензитета светлости око једне канделе. Ако је емисија у неким правцима блокирана непрозирном баријером, емисија би и даље била приближно једна кандела у правцима који нису заклоњени.
Дата фреквенција је у видном спектру близу зелене. Људско око је најосетљивије на ову фреквенцију. На осталим фреквенцијама, потребна је већа јачина зрачења да би се постигла иста светлосна јачина, судећи према фреквенционом одговору људског ока (такозвана В-ламбда крива). Обична свећа ствара око 1 cd, а сијалица од 100 W око 120 cd. Историјски посматрано, кандела је била фундаментална СИ јединица. Дефинисана је у вези са зрачењем које емитује 1/60 од 1 cm2 платине на својој тачки топљења. Модерна дефиниција није више фундаментална, зато што је базирана на још једној СИ јединици за снагу, . Трагови њене историје су, међутим, остали. Насумична (1/683) вредност је одабрана тако да се нова дефиниција тачно поклопи са старом.
Једна кандела је шездесети део јачине, којом светли 1 2 површине црног тела код талишта платине 2 046 K (1 773 °C) у нормалном смеру. Кандела се некад звала и нова свећа (НС). Један 2 растопљеног торијума при 1 773 °C светли јачином од 60 cd или NS.

## Дефиниција
Двадесет шеста Генерална конференција о теговима и мерама (CGPM) редефинисала је канделу 2018. Нова дефиниција, која је ступила на снагу 20. маја 2019, гласи:
Кандела [...] се дефинише узимајући фиксну нумеричку вредност светлосне ефикасности монохроматског зрачења фреквенције 540 × 1012 Hz, Kcd, да буде 683 када се изрази у јединици lm W–1, што је једнако cd sr W–1, или cd sr kg–1 m–2 s3, где су килограм, метар и секунда дефинисани у смислу ,  и ΔνCs.

## СИ јединице за светло
| СИ јединице за светло                     | СИ јединице за светло              | СИ јединице за светло | СИ јединице за светло                 | СИ јединице за светло |
| Величина                                  | Јединица                           | Ознака                | Напомене                              |                       |
| ----------------------------------------- | ---------------------------------- | --------------------- | ------------------------------------- | --------------------- |
| Светлосна енергија или Количина светлости | лумен секунда                      | lm · s                | лумен секунде се понекад зову талботи |                       |
| Светлосни флукс                           | лумен или (кандела · стерадијан)   | lm                    | такође зван и светлосна снага         |                       |
| Јачина светлости                          | кандела или (лумен / стерадијан)   | cd                    |                                       |                       |
| Луминанција                               | кандела / квадратни метар          | cd/m2                 |                                       |                       |
| Осветљеност                               | лукс или (лумен / квадратни метар) | lx                    |                                       |                       |
| Светлосна ефикасност                      | лумен по вату                      | lm/W                  |                                       |                       |

## Старе мерне јединице
Осим канделе употребљавале су се као јединице јачине извора светлости Хефнерова свећа (HS) и међународна свећа (IS). Јединицу јачине од 1 HS даје светиљка коју је конструисао физичар Фридрих фон Хефнер-Алтенек. То је месингана посуда од 1/4 литре, напуњена амилацетатом. Пламен мора горети у мирном ваздуху код нормалног притиска од 1 бар. Однос између наведених мерних јединица је овај:
{\displaystyle 1\ \mathrm {cd} =1\ \mathrm {NS} =0,98\ \mathrm {IS} =1,09\ \mathrm {HS} }
{\displaystyle 1\ \mathrm {IS} =1,11\ \mathrm {HS} }
Свећа је дакле назив неколико старих мерних јединица светлосне јачине као на пример: 
- Хефнерова свећа, 1 HK = 0,9033 cd (према Фридриху фон Хефнер-Алтенеку, немачком електротехничару),
- међународна свећа, ,
- нова свећа, како се од 1937. до 1948. називала кандела, 1 NS = 1 cd.[8]

## Светлосна јачина
Светлосна јачина или луминацијски интензитет (ознака ) је једна од седам основних физичких величина која описује снагу електромагнетског зрачења тачкастог извора у подручју фреквенција видљиве светлости. Одређује се као количник светлоснога тока  који емитује тачкасти извор светлости и угла ω, то јест: 
{\displaystyle I_{s}={\frac {\Phi _{s}}{\omega }}}
Мерна јединица светлосне јачине јесте кандела (cd).

## Фотометрија
Фотометрија је грана оптике која се бави мерењем својстава светлости (својстава извора светлости, светлосног тока и осветљења површина). Историјска фотометријска мерења обављана су помоћу људског ока, а савремена фотометријска мерења, иако користе електронске фотометре, прилагођена су осетљивости људскога ока. Обухватају само онај део спектра електромагнетских таласа који запажа људско око, то јест ограничена су на таласне дужине од приближно 380 до 780 . Како људско око није једнако осетљиво на све таласне дужине видљиве светлости, за сваку се таласну дужину помоћу фотометријског еквивалента и функције осетљивости вида одређује еквивалентна вредност стандардног проматрача (према Међународној организацији за стандардизацију (ИСО)). Мерењима својстава целокупнога електромагнетског спектра бави се радиометрија.

### Фотометријске величине и мерне јединице
| Величина               | Величина | Мерна јединица              | Мерна јединица | Напомена                                           |  |
| ---------------------- | -------- | --------------------------- | -------------- | -------------------------------------------------- |  |
| назив                  | знак     | назив                       | знак           | Напомена                                           |  |
| Светлосна енергија     |          | лумен секунда               |                | назива се и количина светлости                     |  |
| Светлосни ток          |          | лумен (cd⋅)                   |                | назива се и луминацијски флукс или светлосна снага |  |
| Светлосна јакост       |          | кандела (lm/sr)                  |                | назива се и луминацијски интензитет                |  |
| Сјајност               |          | кандела по квадратном метру | 2              | назива се и луминанција                            |  |
| Осветљење              |          | лукс (lm/m2)                    |                | назива се и илуминација                            |  |
| Осветљеност            |          | лукс секунда                |                | назива се и светлосна изложеност или експозиција   |  |
| Светлосна делотворност | η        | лумен по вату               |                | назива се и луминацијска ефектност                 |  |

### Објашњење
Количина светлости коју тачкасти извор светлости шаље (емитује) у простор у свим правцима у једној секунди, назива се светлосни ток или луминацијски флукс. Опколи ли се тачкасти извор светлости јачине 1 канделе (cd) куглом пречника 1 метар (m), онда је количина светлости што пролази кроз 1 2 кугле мерна јединица за светлосни ток и зове се 1 лумен (lm). Просторни угао који припада равни од 1 m2 је јединични просторни угао и зове се стерадијан (sr). Будући да је површина кугле , те је површина јединичне кугле (r = 1 m) једнака 4π или 12,57 m2. Значи кугла полупречника 1 m има 12,57 стерадијана. Према томе може се рећи: 1 лумен је онај светлосни ток који даје тачкасти извор светлости од 1 канделе у просторном углу од 1 стерадијана. 
Ако извор светлости шаље светлост t секунди, онда је укупна количина светлости коју он даје једнака умношку времена:
{\displaystyle Q_{s}=\Phi _{s}\cdot t}
Светлосна енергија мери се луменсекундама или лумен секундама (lm∙s) или луменсатима (lm∙ h). Како извор светлости јачине 1 кандела шаље у 1 стерадијан ток светлости од 1 лумена, онда ће кроз површину од 4π = 12,57 m2 слати светлосни ток 12,57 lm. Генерално, извор светлости јачине  (у канделама) даће светлосни ток (у луменима):
{\displaystyle \Phi _{s}=4\cdot \pi \cdot I_{s}}
а одатле је светлосна јачина (у канделама):
{\displaystyle I_{s}={\frac {4\cdot \pi }{\Phi _{s}}}\ }

### Примери
| Извор                               | Светлосни ток (лумен) |
| ----------------------------------- | --------------------- |
| 37 бела ЛЕД (светлећа диода)        | 0,20                  |
| 15 зелени ласер (532 таласна дужина | 8,4                   |
| 1 W бела ЛЕД светиљка               | 25 – 120              |
| Петролејка                          | 100                   |
| 40 W електрична сијалица            | 325                   |
| 7 W бела ЛЕД светиљка               | 450                   |
| 18 W флуоресцентна цев              | 1 250                 |
| 100 W електрична сијалица           | 1 750                 |
| 40 W флуоресцентна цев              | 2 800                 |
| 35 W електролучна светиљка (ксенон) | 2 200 – 3 200         |
| 100 W флуоресцентна цев             | 8 000                 |
| 127 W натријумова сијалица          | 25 000                |
| 400 W халогена сијалица             | 40 000                |

## Историја
Пре 1948. године, користили су се различити стандарди за интензитет светлости у бројним земљама. Они су се обично заснивали на сјајности пламена из „стандардне свеће“ дефинисаног састава или на сјајности жарне нити специфичног дизајна. Један од најпознатијих међу њима био је енглески стандард снаге свеће. Једну снагу свеће представљала је светлост коју је произвела чиста спермацетна свећа тешка шестину фунте и горећи брзином од 120 зрна на сат. Немачка, Аустрија и Скандинавија користиле су Хефнеркерзе, јединицу засновану на излазу Хефнерове лампе.
Постало је јасно да је потребна боље дефинисана јединица. Жил Виол је предложио стандард заснован на светлости коју емитује 1 2 платине на њеној тачки топљења (или тачке смрзавања), називајући је Виолом. Интензитет светлости је био последица ефекта Планковог радијатора (црно тело), и он је према томе био независан од конструкције уређаја. То је свима олакшало мерење стандарда, јер је платина високе чистоће била широко доступна и лако се припремала.
Commission Internationale de l'Éclairage (Међународна комисија за осветљење) и CIPM предложили су „нову канделу“ засновану на овом основном концепту. Међутим, вредност нове јединице је изабрана да буде слична ранијој јединице снаге свеће поделом Виоле са 60. CIPM је одлуку прогласила 1946:
Вредност нове канделе је таква да је осветљеност пуног радијатора на температури очвршћавања платине 60 нових кандела по квадратном центиметру.